# Mikel Kortina Bertol
Mikel Kortina Bertol (nascut el 26 de març de 1973 a Bilbao) és un futbolista basc, que exercia com a migcampista. És germà del també futbolista Jon Kortina.

## Trajectòria
Va ser una de les promeses més destacades del planter de l'Athletic Club de principis de la dècada dels 90, arribant a diversos títols juvenils i a la internacionalitat sub-21 amb la selecció espanyola, però no va poder reeixir en la seua carrera.
Titular amb el filial basc, debuta en primera divisió la temporada 93/94. A l'any següent juga altres cinc partits, mentre que la temporada 95/96 no apareix i baixa el seu rendiment amb l'Athletic B, que baixa a la categoria de bronze. La seua etapa a San Mamés finalitza la temporada 96/97, jugant 2 partits més i marcant un gol. En total, disputaria vuit partits a la màxima categoria amb els lleons.
Posteriorment va passar per equips de Segona Divisió: SD Eibar (96/97 i 98/99), CA Osasuna (97/98) i Reial Múrcia CF (00/01), sense arribar a ser titular en cap d'ells. També jugaria en altres equips de divisions més baixes com a la UE Lleida.